# العيون (مدينة)
العيون هي مدينة متنازع عليها بين المغرب والصحراء الغربية، وهي عاصمة إقليم العيون، وتتبع لجهة العيون الساقية الحمراء، وتعتبر أكبر مدينة في الأقاليم الجنوبية المغربية.
وتضم 258233 نسمة، حسب الإحصاء العام للسكان والسكنى لسنة 2024.

## تاريخ
تشير المراجع التاريخية إلى أن تاريخ مدينة العيون يعود إلى ظهور النواة الأولى خلال مرحلة الاستعمار الإسباني للصحراء؛ إذ تأسست في 1928 باعتبارها قاعدة عسكرية نمت حولها بعض مقومات التمدن. ثم ظهرت بعض المرافق والخدمات الأساسية لتلبية حاجيات السلطة الاستعمارية، خاصة أسر العسكريين الإسبان الذين يعملون بالمنطقة، ثم ازدادت أهمية المنطقة، حسب المصادر التاريخية نفسها، في نهاية الأربعينات مع اكتشاف الجيولوجي الإسباني “مانويل أليامدنيا” وجود مناجم الفوسفات في منطقة بوكراع القريبة من العيون في سنة 1947.
في سنة 1950، زار الجنرال فرانكو مدينة العيون، وفي يناير من سنة 1958، أصدرت الحكومة الإسبانية مرسوما صنّف الصحراء المغربية مقاطعة إسبانية عاصمتها الإدارية العيون. ويربط مؤرخون هجرة مجموعات من بدو الصحراء إلى مركز المدينة بعملية “إيكوفيون” العسكرية التي شنها التحالف الإسباني الفرنسي على جيش التحرير في الصحراء. وكان في المدينة قسم خاص بالمعمرين الإسبان وآخر يقطنه السكان.
وشيدت المدينة حديثا على ضفة وادي الساقية الحمراء في سنة 1973 في موقع يسمى “عيون المدلشي”، أي منبع المياه العذبة، وعلى بعد 25 كيلومترا من المحيط الأطلسي. وبعد خروج المستعمر الإسباني، وبسط السيادة المغربية على الأقاليم الجنوبية عرفت العيون توسعا حضريا كبيرا ونموا عمرانيا ملحوظا جعلها مدينة حديثة، إذ يزخر اقتصادها بثروات معدنية ومنجمية مهمة، كما انتعشت فيها حركة السياحة الصحراوية مع بناء فنادق كبرى وأسواق للمنتوجات المحلية الصحراوية، فضلا عن السياحة البحرية على شاطئ “فم الوادي” بضاحية المدينة.
وبعيدا، عن الرواية الرسمية، يشكك بعض الباحثين في تاريخ تأسيس المدينة، إذ أكد عبد الوهاب سبويه، رئيس الجمعية الثقافية للمخطوطات وحفظ الذاكرة للصحراء المغربية، في ندوة نظمت لمناسبة الفيلم الوثائقي بالمدينة وتحمل عنوان “دور الأرشيف والمخطوطات في التدقيق التاريخي للفيلم الوثائقي حول الثقافة والتاريخ والمجال الصحراوي الحساني” أن تاريخا سابقا عن سنة 1928، وكشف عن وثائق تاريخية تذكر اسم العيون، وردت فيها أسماء شخصيات استقرت بالمنطقة بشهادة قضاة تابعين للسلطات المركزية المغربية.
في 2002، زار الملك محمد السادس مدينة العيون في زيارة رسمية، وألقى خطابًا بساحة المشوار.
في 2006، زار الملك محمد السادس مدينة العيون، وقام بتعيين المجلس الملكي الاستشاري للشؤون الصحراوية، والذي يُعهد له بالإشراف على مبادرة الحكم الذاتي في الصحراء.
في 2015، ترأس الملك محمد السادس في العيون حفل إطلاق استراتيجية تنفيذ النموذج التنموي الجديد للأقاليم الجنوبية بمناسبة الذكرى الأربعين للمسيرة الخضراء.
في 2016، زار الملك محمد السادس مدينة العيون وترأس مجلساً وزارياً بها.
في 26 يونيو 2019، افتتحت كوت ديفوار قنصلية شرفية لها في العيون، وفي 18 دجنبر 2019، إفتتحت جزر القمر قنصليتها بالعيون، وفي 17 يناير 2020، افتتحت الغابون قنصليتها بالعيون، وفي 23 يناير 2020، تم افتتاح قنصليات ساو تومي وبرينسيب وإفريقيا الوسطى في مدينة العيون، وفي 4 نوفمبر 2020، افتتحت دولة الإمارات العربية المتحدة قنصلية عامة بالعيون، وفي 14 ديسمبر 2020، افتتحت مملكة البحرين قنصليتها في العيون، وفي 4 مارس 2021، افتتحت المملكة الأردنية الهاشمية قنصليتها في العيون، وفي 29 يوليوز 2021، افتتحت مالاوي قنصلية عامة لها في مدينة العيون.

## السياحة
تمنح العيون لزائرها فرصة التعرف إلى وجهين مختلفين للمدينة أي الوجه العصري، حيث الشوارع الواسعة والفنادق الحديثة، والوجه الآخر المتمثل في الضواحي وبادية الصحراء، حيث الحياة بسيطة للغاية.

### الساحات والحدائق
- ساحة المشوار: تم تدشينها من طرف الملك الحسن الثاني، خلال زيارته للمدينة عام 1985، وتعد فضاءاً مفتوحا يستقطب العديد من الزوار. كما يتم تنظيم مختلف المهرجانات والسهرات والاحتفالات بذكرى المسيرة الخضراء بهذه الساحة.
- ساحة أم السعد: هي ساحة حديثة تمتد على مساحة 8 هكتارات، وتتضمن مسرح بلدي، دار للجماعة، مجمع تجاري، نافورات، فضاءات للأطفال ومناطق خضراء بالإضافة إلى مجموعة من المنتزهات والمرافق الترفيهية.[13]
- ساحة العلويين بالحي الحسني، تمتد على مساحة 4000 متر، وتتوفر على مساحات خضراء وفضاء لألعاب الأطفال وفضاء للرياضة ومرآب تحت أرضي.[14]
- حديقة ابن رشد، تقع أمام مستشفى الحسن بن المهدي

### المتاحف
- متحف الفنون الصحراوية: يتواجد هذا المتحف في الطابق الأول من دار الثقافة بمدينة العيون المشيدة سنة 2001، والتي تضم كذلك متحف المقاومة، معهد موسيقي وقاعة متعددة الاختصاصات في طابقها الارضي. وتحتوي القاعة الأولى للمتحف على صور بعض المواقع الأثرية، أسرجة واكسسوارات أخرى خاصة بالجمال، صفائح خشبية، إعادة تشكيل لمدرسة قرآنية ولخيمة صحراوية. نجد كذلك مجوهرات، أزياء وآلات موسيقية. أما الفضاء الثاني فهو عبارة عن قاعة صغيرة تعرض بداخلها أعمال حرفية محلية كالتحف الجلدية.[15]

### الصناعة التقليدية
في مجمع الصناعات التقليدية، يمكن لزوار مدينة العيون التمتع بمشاهدة المنتوجات الصحراوية التقليدية والتي تم صنعها بواسطة مواد طبيعية خالصة كجلد الماعز والإبل والعاج، أبرزها التحف وأدوات المطبخ، ويعتبر مجمع الصناعات التقليدية من أهم الأماكن السياحية في العيون. وبالإضافة إلى ذلك، فقد مكن هذا المجمع من رفع مستوى تعلم وتكوين الصناع التقليديين الشباب بالمدينة، ومكن أيضاً من دعم وتشجيع الصناعة التقليدية المحلية.

### السفاري
يمكن لزوار المدينة، الإستمتاع بزيارة المناطق الصحراوية المحيطة بالعيون، وتعمل العديد من الوكالات السياحية على توفير رحلات سفاري لهذه المناطق، وتوفير خيام لقضاء يوم بعيد عن المدينة، بالإضافة لتنظيم أنشطة أخرى، كركوب الدراجات رباعية العجلات، أو ركوب الجمال والخيل، والتزلج على الكثبان الرملية.

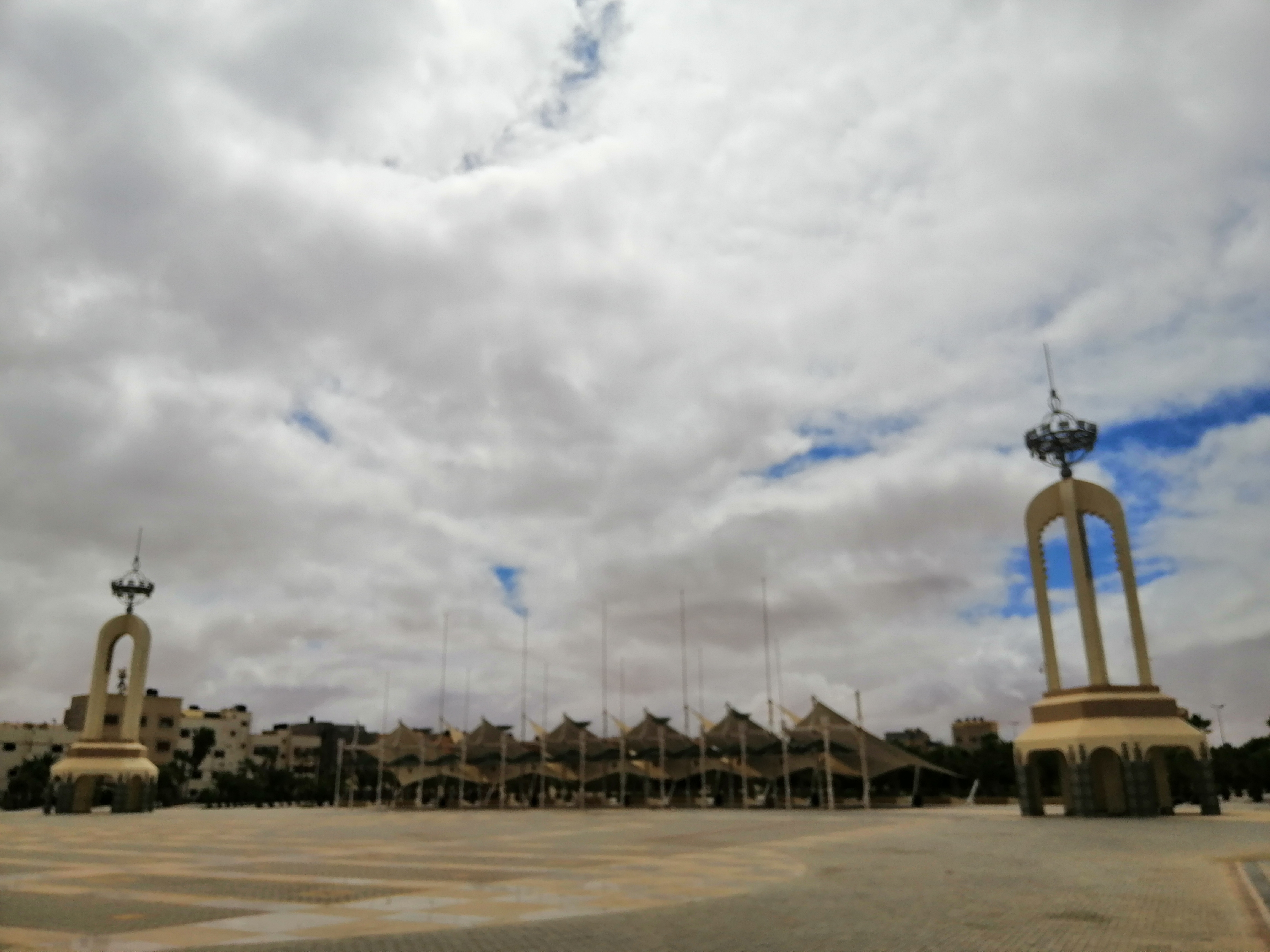
ساحة المشوار

## الاقتصاد
تقوم مدينة العيون على اقتصاد تجاري حر ويقوم على السياحة الأجنبية، وتتوفر المدينة على عدد من الفنادق المصنفة من بينها فندق المسيرة، وفندق باردور و فندق نكجير المدينة، وفندق نكجير الشاطئ من فئة 4 نجوم، وصحراء لاين واوميمة من فئة 3 نجوم، ولكوارا، وجوزيفينا، والكوربينة الفضية من فئة نجمتين، ومكة، والمرسى، وجوديسا، وزمور، نجمة واحدة. ومن بين أشهر المطاعم في مدينة العيون، التي تقدم اصنافا من الطبخ المحلي. والعالمي، إلى جانب اطباق السمك الطري والشهي، مطعم بيرلا، وسط المدينة، وجوزيفينا بميناء العيون. ولمن يرغب في الإقامة بالمخيمات، توجد مخيمات موسمية، واخرى قارة في العيون، من بينها مخيمات الساحل، وجوديسا بلاج، والنيل بشاطئ فم الواد، ومخيم واحة المسيد ببلدية الدشيرة، ومخيم بدوان ببلدية الدورة، وهما قاران. ومن بين وكالات الاسفار التي تقدم خدمات مميزة للسياح تشمل جولة في أهم المواقع السياحية في الصحراء، هناك سفاري سبييس، صحارى فوياج، مسيرة ترافل، ديسكوفري وصحارى كنارياس.

## السكان
حسب الإحصاء العام للسكان والسكنى لسنة 2014، فمدينة العيون تضم 732 217 نسمة، ويوجد في المدينة عدد كبير من الأجانب، أغلبهم عسكريين، بحكم تواجد المقر الرئيسي لبعثة المينوروسو في العيون.
خلال آخر إحصاء لسنة 2024، إرتفع عدد سكان مدينة العيون إلى 258233 نسمة.

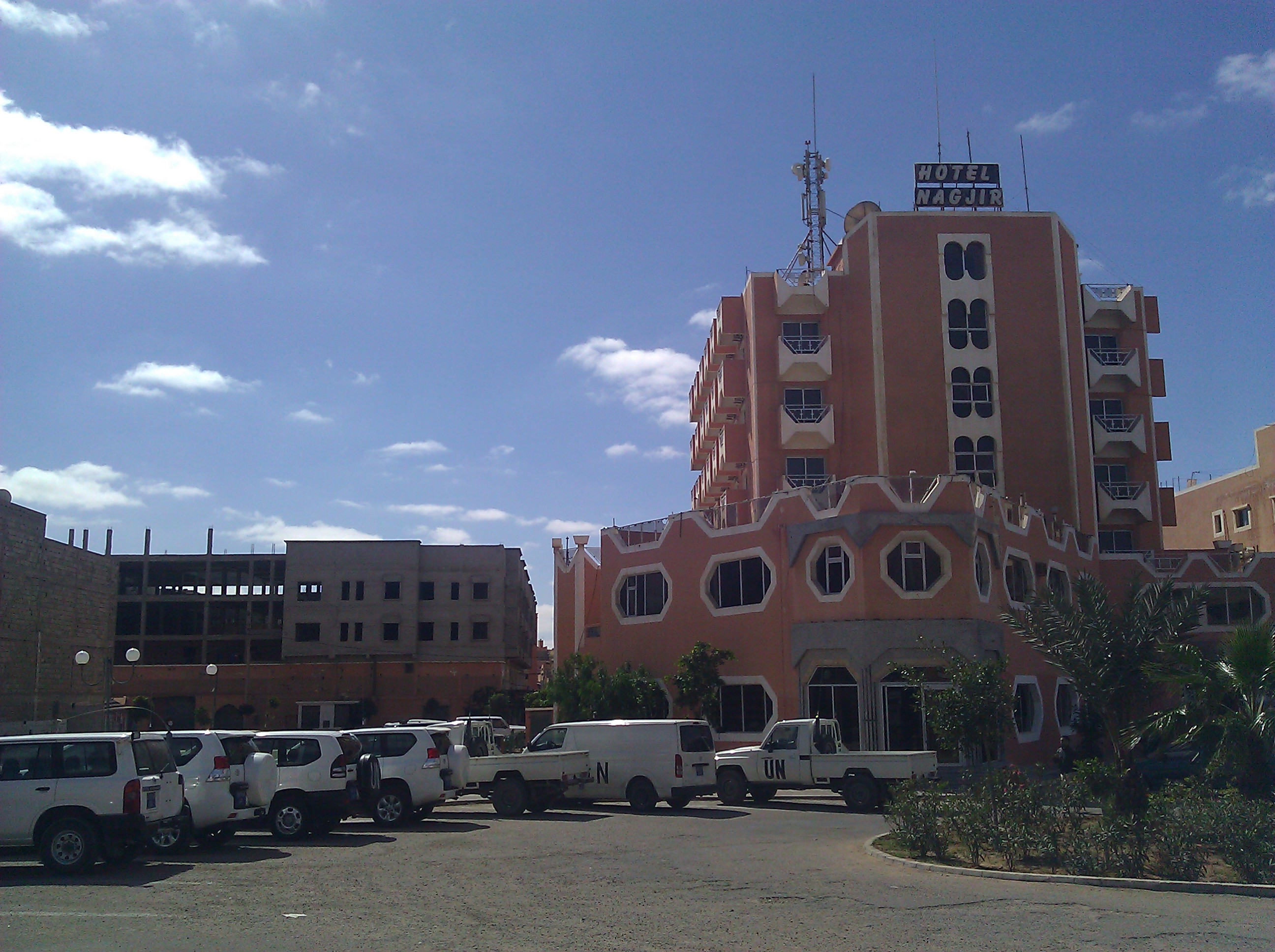
فندق النكجير

## الرياضة
تتوفر العيون على منشآت رياضية عصرية ورفيعة المستوى، مما أهلها لإستقبال العديد من البطولات الرياضية العالمية، وتنتشر ملاعب القرب في مختلف أحياء المدينة، ومن بين أهم المعالم الرياضية في المدينة هو القطب الرياضي حي المطار والذي شيد على مساحة ثلاث هكتارات ونصف، ويتضمن قاعة مغطاة تبلغ مساحتها 2600 متر مربع مجهزة بأحدث التقنيات، بها مدرجات تتسع لأزيد من 500 متفرج. كما تتوفر المدينة على ملعب الشيخ محمد لغضف الذي يتسع لقرابة 30.000 متفرج.
وقد استضافت المدينة سنة 2020 بطولة أمم إفريقيا لكرة القدم داخل الصالة، كما استضافت سنة 2022 كأس أمم إفريقيا لكرة اليد.
وتتوفر المدينة على ناديين ذو شعبية في المدينة شباب المسيرة والنادي البلدي العيون ويعتبر شباب المسيرة النادي الأكثر شعبية في المدينة حيث ان الأخير مثل المدينة في البطولة الاحترافية وحقق نتائج مذهلة طيلة المواسم الماضية وحاليا ينشط في القسم الثاني الأحترافي
- أكتوبر 2024، استقبلت العيون ضيوف النسخة الـ45 من البطولة الإفريقية للأندية البطلة في كرة اليد. [20] [21] [22]

من قلب الصحراء المغربية، تواصل المدينة إبهار العالم بتطورها العمراني السريع، مشاريع حديثة، بنية تحتية متقدمة، وجمال حضري يضاهي كبرى المدن.   

## الصحة
- المركز الاستشفائي الجامعي بالعيون
- المستشفى الجهوي الحسن بن المهدي
- مستشفى الحسن الثاني للاختصاصات
- المستشفى العسكري العيون
- دار الحياة لمرضى السرطان
- المركز الصحي الحضري المسيرة
- المركز الصحي الحضري التعاون
- المركز الصحي الحضري الوحدة 2
- المركز الصحي الحضري القدس
- المركز الصحي الحضري الوفاق
- المركز الصحي الحضري العودة
- المركز الصحي الحضري 25 مارس

## الثقافة

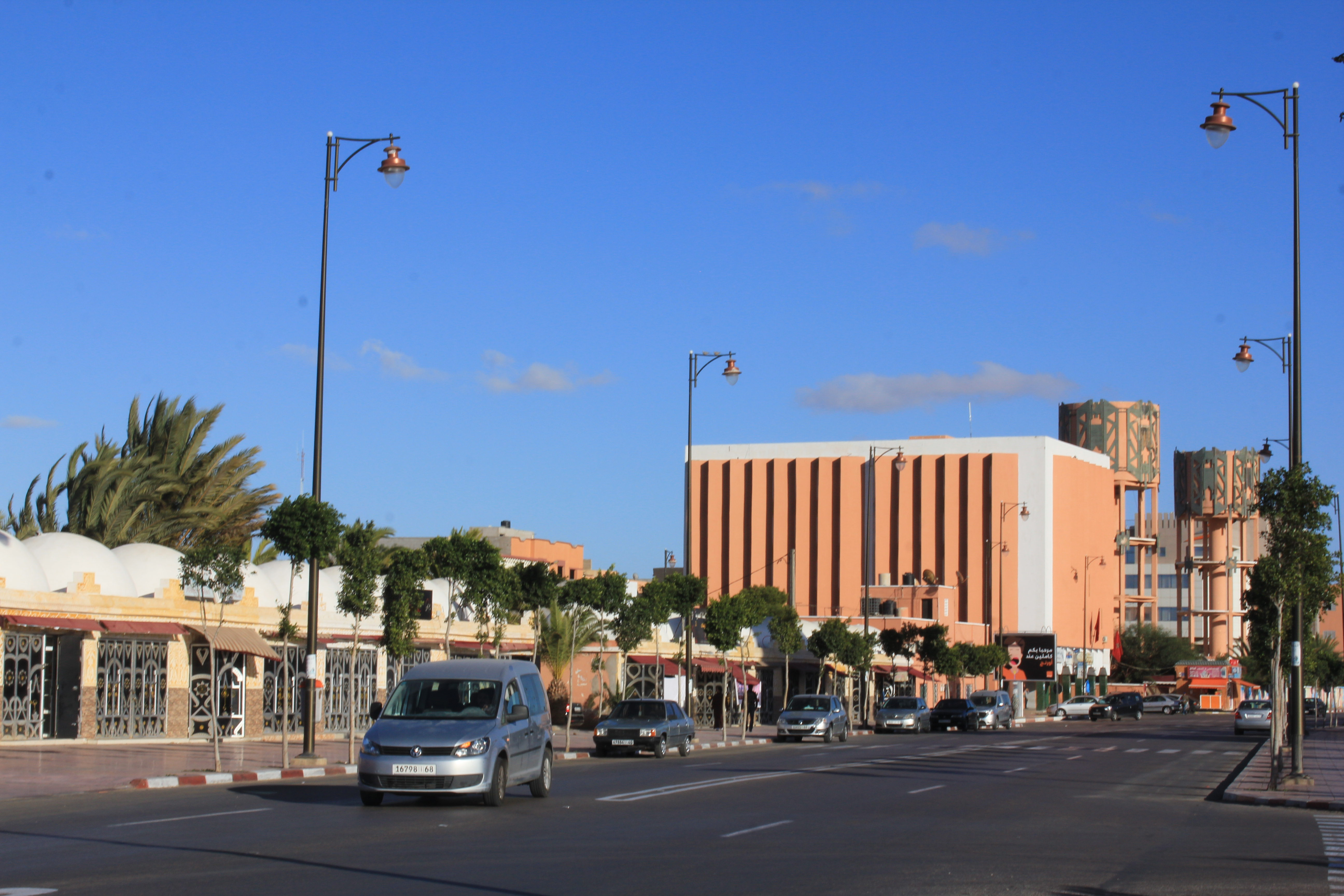
شارع مكة في مدينة العيون

في سنة 2023، دُشِّنَت المكتبة الوسائطية الكبرى بمدينة العيون، وهي مكتبة عصرية، أنجزت على مساحة 26000 متر مربع، وقد شُيدت تشجيعا للثقافة والفن، ولها العديد من المرافق، قاعة للمؤتمرات، قاعة للمطالعة، مستودع للكتب، نادي للصحافة، وآخر للإعلاميات وثالث للسينما وقاعة للعروض ومركز لإصلاح الكتب وثاني لتخزينها.

## النقل والطرق

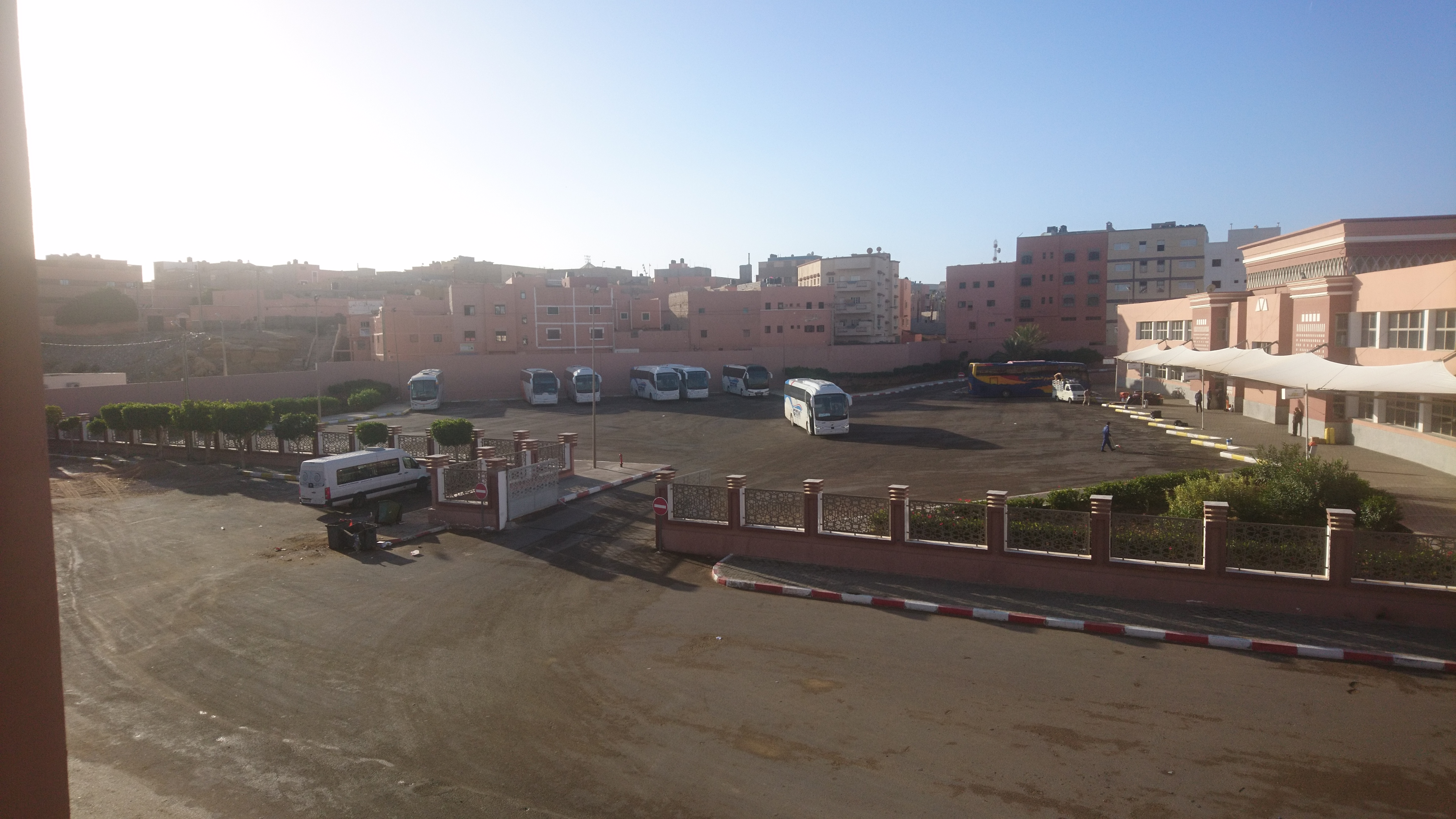
المحطة الطرقية في العيون

### النقل الطرقي
تتوفر مدينة العيون على بنية تحتية مهمة، ومختلف شوارع المدينة معبدة. ويعتبر شارع مكة في قلب المدينة من أهم الشوارع. يمتد من ساحة المشوار إلى فندق نكجير، شُيد هذا الشارع بطريقة عصرية، حيث تصطف به المقاهي والمطاعم والمتاجر والأبناك، والفنادق الكبرى، ووكالات السياحة والأسفار، والإدارات العمومية، ولا تتوقف الحركة به إلا في ساعات متأخرة من الليل. بعد نهاية شارع مكة في مدارة فندق نكجير يبدأ شارع محج محمد السادس (الذي كان يسمى سابقا بشارع السمارة)، وهو كذلك شارع رئيسي وحيوي في مدينة العيون يضم بدوره العديد من المقاهي والأبناك والمتاجر.
تتوفر العيون على محطة طرقية عصرية تمتد على مساحة 13 ألف و 500 متر مربع، لنقل المسافرين بالحافلات نحو المدن المغربية.

وساهم الطريق السريع الجديد تيزنيت - العيون على مستوى الطريق الوطنية رقم 1 في تقليص مدة السفر، وتحسين ظروف تنقل المسافرين وشاحنات نقل البضائع من وإلى العيون.

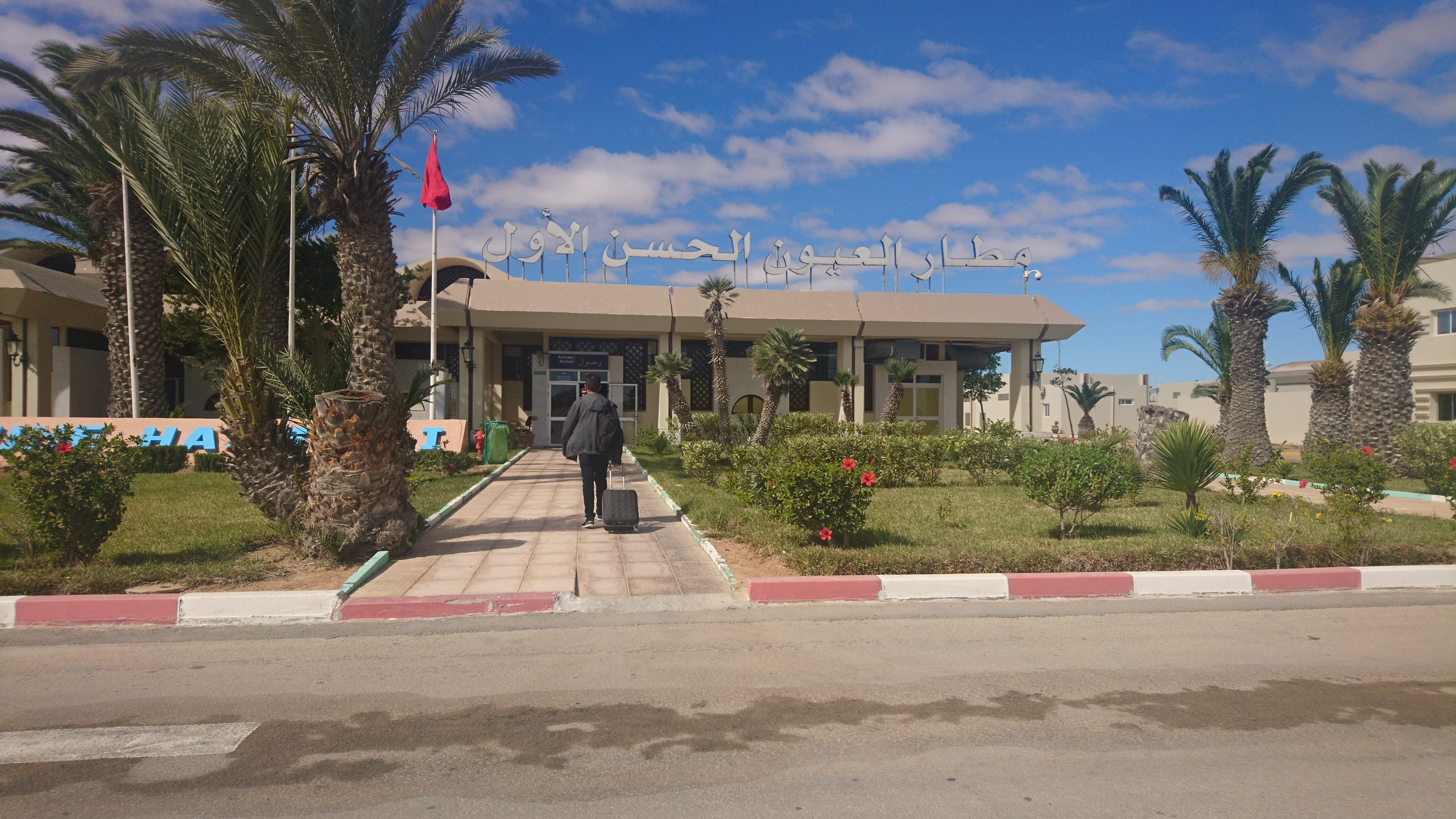
مطار العيون الحسن الأول

### النقل الجوي
مطار العيون الحسن الأول هو مطار دولي يتوفر على رحلات دولية نحو جزر الكناري، ورحلات داخلية نحو الداخلة، وأكادير، والدار البيضاء. ولتخفيض أسعار الرحلات الجوية من وإلى العيون يقوم مجلس جهة العيون الساقية الحمراء بتخصيص موارد مالية لدعم الرحلات الجوية، كما أن الكثافة السكانية الكبيرة للمدينة وبُعدها الجغرافي عن باقي المدن المغربية، جعل الطلب كبيرا على الرحلات الجوية.

## السينما
تعد العيون مركزًا سينمائيًّا للعديد من المخرجين السينمائيين، حيث صُوِّرَت أجزاء من بعض الأفلام المشهورة بها، أبرزها فيلم Prince of Persia "أمير بلاد فارس" في عام 2010 وفيلم March or Die "مارس أو الموت" في عام 1977 والاثنان من إخراج ديك ريتشاردز، إلى جانب فيلم المومياء The Mummy 1999 وكان من إخراج ستيفان سومرز.

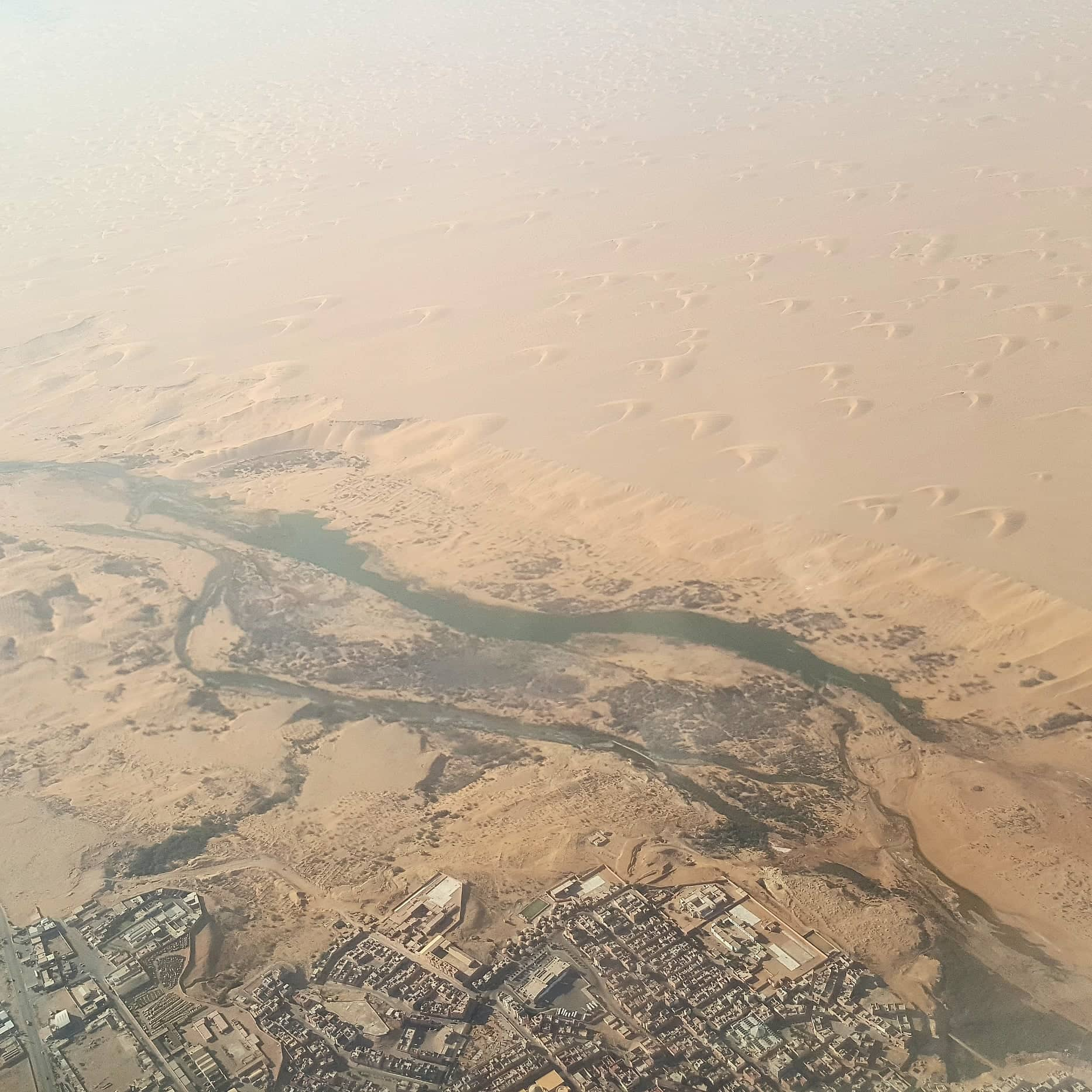
صورة جوية للعيون والساقية الحمراء